# محمد العبار
محمد العبار (به عربی: محمد العبار) (زاده ۱۹ ژانویه ۱۹۶۰) کارآفرین، بازرگان و مدیر ارشد اجرایی اماراتی است، که در حال حاضر به‌عنوان رییس هیئت مدیره شرکت اعمار فعالیت می‌کند.
شرکت اعمار هم‌اکنون به‌عنوان بزرگترین شرکت توسعه املاک و مستغلات در کشورهای حوزه خلیج فارس، شناخته می‌شود. از پروژه‌های انجام شده توسط این شرکت می‌توان به: کتابخانه اسکندریه، برج خلیفه، دبی مال و دبی مارینا اشاره نمود.